# Бета-распределение
Бе́та-распределе́ние в теории вероятностей и статистике — двухпараметрическое семейство абсолютно непрерывных распределений. Используется для описания случайных величин, значения которых ограничены конечным интервалом.

## Определение
Пусть распределение случайной величины {\displaystyle X} задаётся плотностью вероятности {\displaystyle f_{X}}, имеющей вид:
{\displaystyle f_{X}(x)={\frac {1}{\mathrm {B} (\alpha ,\beta )}}\,x^{\alpha -1}(1-x)^{\beta -1}},
где
- {\displaystyle \alpha ,\beta >0} произвольные фиксированные параметры, и
- {\displaystyle \mathrm {B} (\alpha ,\beta )=\int \limits _{0}^{1}x^{\alpha -1}(1-x)^{\beta -1}\,dx} — бета-функция.

Тогда случайная величина {\displaystyle X} имеет бета-распределение. Пишут: {\displaystyle X\!\sim \mathrm {B} (\alpha ,\beta )}.

## Форма графика
Форма графика плотности вероятности бета-распределения зависит от выбора параметров {\displaystyle \alpha } и {\displaystyle \beta }.
- {\displaystyle \alpha <1,\ \beta <1} — график выпуклый и уходит в бесконечность на границах (красная кривая);
- {\displaystyle \alpha <1,\ \beta \geq 1} или {\displaystyle \alpha =1,\ \beta >1} — график строго убывающий (синяя кривая)
  - {\displaystyle \alpha =1,\ \beta >2} — график строго выпуклый;
  - {\displaystyle \alpha =1,\ \beta =2} — график является прямой линией;
  - {\displaystyle \alpha =1,\ 1<\beta <2} — график строго вогнутый;
- {\displaystyle \alpha =1,\ \beta =1} график совпадает с графиком плотности стандартного непрерывного равномерного распределения;
- {\displaystyle \alpha =1,\ \beta <1} или {\displaystyle \alpha >1,\ \beta \leq 1} — график строго возрастающий (зелёная кривая);
  - {\displaystyle \alpha >2,\ \beta =1} — график строго выпуклый;
  - {\displaystyle \alpha =2,\ \beta =1} — график является прямой линией;
  - {\displaystyle 1<\alpha <2,\ \beta =1} — график строго вогнутый;
- {\displaystyle \alpha >1,\ \beta >1} — график унимодальный (пурпурная и чёрная кривые)

В случае, когда {\displaystyle \alpha =\beta }, плотность вероятности симметрична относительно {\displaystyle 1/2} (красная и пурпурная кривые), то есть
{\displaystyle f_{X}(1/2-x)=f_{X}(1/2+x),\;x\in [0,1/2]}.

## Моменты
Математическое ожидание и дисперсия случайной величины {\displaystyle X}, имеющей бета-распределение, имеют вид:
{\displaystyle \mathbb {E} [X]={\frac {\alpha }{\alpha +\beta }}},
{\displaystyle \mathrm {D} [X]={\frac {\alpha \beta }{(\alpha +\beta )^{2}(\alpha +\beta +1)}}}.
Моменты старших порядков случайной величины {\displaystyle X}, имеющей бета-распределение, имеют вид:
{\displaystyle \mathbb {E} [X^{k}]={\frac {\alpha ^{(k)}}{(\alpha +\beta )^{(k)}}}=\prod _{r=0}^{k-1}{\frac {\alpha +r}{\alpha +\beta +r}}}
где (x)(k)  - возрастающий факториал. 

## Связь с другими распределениями
- Бета-распределение является распределением Пирсона типа I[1].
- Стандартное непрерывное равномерное распределение является частным случаем бета-распределения:
{\displaystyle \mathrm {U} [0,1]\equiv \mathrm {B} (1,1)}.
- Бета-распределение широко используется в байесовской статистике, так как оно является сопряжённым априорным распределением для распределения Бернулли, биномиального и геометрического распределений.
- Если {\displaystyle X,Y} — независимые гамма-распределённые случайные величины, причём {\displaystyle X\sim \mathrm {\Gamma } (\alpha ,1)}, а {\displaystyle Y\sim \mathrm {\Gamma } (\beta ,1)}, то
{\displaystyle {\frac {X}{X+Y}}\sim \mathrm {B} (\alpha ,\beta )} .